# André Brassinne
André Brassinne (1876-1948) fut un homme politique bruxellois, membre du parti catholique.
Il fut entrepreneur, conseiller communal et échevin de Bruxelles (1921-27). Il fut élu député de l'arrondissement de Bruxelles (1921-29).

## Sources
- 1918-1940: Middenstandsbeweging en beleid in Belgie, Peter Heyman, Univ.Pers, Leuven, 1998